# Pyrzyce
Pyrzyce là một thị trấn thuộc huyện Pyrzycki, tỉnh Zachodniopomorskie ở tây-bắc Ba Lan. Thị trấn có diện tích 39 km². Đến ngày 1 tháng 1 năm 2011, dân số của thị trấn là 12693 người và mật độ 327 người/km².